# Бабаев, Максат Мамметсапарович
Максат Мамедсапарович Бабаев (туркм. Maksat Babaýew, 1974 год, Ашхабад) — туркменский государственный деятель.

## Биография
В 1996 году окончил Туркменский политехнический институт. По специальности — горный инженер.
С 1991 года — лаборант Туркменского политехнического института.
Январь — июнь 1997 года — главный специалист управления газотехнического контроля государственной торговой корпорации «Туркменнебитгаз».
1999—2005 — инженер, главный специалист отдела капитального строительства, старший инспектор центральной диспетчерской службы, заместитель начальника Ашхабадского отделения объединения «Туркменгазоснабжение».
2005—2009 — начальник службы газотехнического контроля управления «Nebitgazhowpsuzlyk» Государственного концерна «Туркменгаз».
2009—2011 — начальник Управления «Așgabatgaz» объединения «Turkmengazupjünҫilik» ГК «Туркменгаз».
2011—2012 — председатель объединения «Туркменгазоснабжение» ГК «Туркменгаз».
2012—2017 — заместитель председателя ГК «Туркменгаз». В марте 2013 года Бабаев получил выговор за «недостатки, допущенные при строительстве газокомпрессорной станции на газовом месторождении „Малай“».
13.01.2017 — 05.04.2017 — государственный министр Туркменистана — председатель ГК «Туркменгаз».
С 05.04.2017 — заместитель Председателя Кабинета министров Туркменистана по нефти и газу.
11.04.2018 года снят с занимаемой должности с переводом на другую работу.
В мае 2017 года Максат Бабаев заявил об обнаружении правоохранительными органами случаев взяточничества и коррупции во всех предприятиях нефтегазового комплекса Туркмении, в том числе занимающих руководящие посты и потребовал принятия мер для исключения подобных случаев. Некоторые СМИ связали данное выступление с антикоррупционной кампанией, начатой Президентом Туркменистана, вызванной в свою очередь снижением доходов от нефтегазового сектора из-за падения мировых цен при необходимости реализовывать ряд затратных проектов, в частности подготовку и проведение в Ашхабаде пятых Азиатских игр в помещениях в мае 2017 года.
31 августа 2017 года Максат Бабаев назначен Президентом Туркменистана Гурбангулы Бердымухамедовым куратором Марыйского велаята.
1 ноября 2017 года на заседании Кабинета министров Туркменистана Бабаеву был объявлен выговор от Президента Туркменистана Гурбангулы Бердымухамедова «за неудовлетворительное исполнение должностных обязанностей, ненадлежащую организацию работ в курируемых отраслях».
С 28 по 29 ноября на проходившей в Ашхабаде 28-й сессии Конференции Энергетической хартии выполнял обязанности председателя конференции на правах представителя страны-организатора.